# Joseph Aidoo
Joseph Aidoo (* 29. September 1995 in Tema) ist ein ghanaischer Fußballspieler, der seit Juli 2019 beim spanischen Erstligisten Celta Vigo  unter Vertrag steht. Der Innenverteidiger ist seit März 2019 ghanaischer Nationalspieler.

## Karriere

### Verein
Der in Tema geborene Joseph Aidoo spielte in der Jugend des Sonic FC, einem Amateurverein in seiner Heimatstadt. Gute Leistungen ermöglichten ihm im Jahr 2010 den Schritt in die Jugend des Inter Allies FC aus Ho. In der Saison 2013/14 galt er bereits als einer der besten Abwehrspieler der First Capital Plus Premier League und wurde für die Auszeichnung zum Defender of the Year nominiert. In der Saison 2014/15 wurde er der Kapitän der Auswahl befördert.
Im August 2015 wechselte Joseph Aidoo auf Leihbasis für das verbleibende Spieljahr 2015 zum schwedischen Erstligisten Hammarby IF, der sich auch eine Kaufoption für den Verteidiger sicherte. Sein Debüt bestritt er am 25. Oktober 2015 (29. Spieltag) bei der 0:1-Heimniederlage gegen den Malmö FF, bei dem er zu Hammarbys besten Spieler des Spiels gewählt wurde. Dies blieb auch sein einziger Einsatz in dieser Saison. Der Hammarby IF zog zum im Januar 2016 die Kaufoption und stattete ihn mit einem Dreijahresvertrag aus. Zu Beginn der Spielzeit 2016 wurde er kaum berücksichtigt, im Sommer stieg er jedoch zum Stammspieler auf. Sein erstes Ligatreffer gelang ihm beim 12. September 2016 (21. Spieltag) beim 1:1-Unentschieden gegen den Örebro SK. In dieser Saison absolvierte er 14 Ligaspiele, in denen er einen Torerfolg verbuchen konnte. Auch im darauffolgenden Spieljahr 2017 behielt er seinen Platz in der Startelf bei und steigerte seine Leistungen erneut. Im April 2017 wurde er vom Internetportal Goal.com in der Mannschaft der besten afrikanischen Spieler des Monats genannt. Bis zu seinem Wechsel im Juli absolvierte er 12 Ligaeinsätze.
Am 24. Juli 2017 wechselte Joseph Aidoo für eine Ablösesumme in Höhe von 1,25 Millionen Euro zum belgischen Erstligisten KRC Genk, wo er einen Dreijahresvertrag mit Option auf ein weiteres Jahr unterzeichnete. Am 26. August 2017 (5. Spieltag) debütierte er beim 1:0-Heimsieg gegen die KV Mechelen für seinen neuen Verein, als er in der 92. Spielminute für den Offensivspieler Alejandro Pozuelo eingewechselt wurde. Bei den Blauw-Wit etablierte er sich nach kurzen Anlaufschwierigkeiten in der Startformation von Cheftrainer Philippe Clement. Am 22. Oktober (11. Spieltag) erzielte er im Auswärtsspiel gegen den RSC Anderlecht das entscheidende Tor zum 1:0-Sieg. In dieser Saison 2017/18 kam er in 33 Ligaspielen zum Einsatz, in denen er drei Tore erzielte. Auch in der folgenden Spielzeit 2018/19 war er weiterhin Stammspieler und gewann mit der Mannschaft den Meistertitel. Insgesamt absolvierte er in dieser Saison 41 Pflichtspiele, in denen er zwei Mal traf.
Am 11. Juli 2019 schloss sich Joseph Aidoo für eine Ablösesumme in Höhe von acht Millionen Euro dem spanischen Erstligisten Celta Vigo an, wo er einen Vierjahresvertrag unterzeichnete. Sein Debüt bestritt er am 24. August 2019 (2. Spieltag) beim 1:0-Heimsieg gegen den FC Valencia. In dieser Saison 2019/20 etablierte er sich rasch in der Startaufstellung von Cheftrainer Óscar García Junyent und absolvierte insgesamt 32 Ligaspiele.

### Nationalmannschaft
Mit der ghanaischen U20-Nationalmannschaft nahm Joseph Aidoo am U20 Afrika-Cup 2015 im Senegal teil. Er bestritt alle fünf Spiele und errang mit der Auswahl den dritten Platz. Im Herbst desselben Jahres war er Stammspieler bei der U20-Weltmeisterschaft in Neuseeland und schied mit der U20 im Achtelfinale gegen Mali aus.
Am 26. März 2019 debütierte er beim 3:1-Testspielsieg gegen Mauretanien für die ghanaische Nationalmannschaft. Aidoo wurde im Juni 2019 in den Kader für den Afrika-Cup 2019 in Ägypten nominiert. Dort bestritt er ein Gruppenspiel und schied mit seinem Heimatland im Achtelfinale gegen Tunesien aus.

## Erfolge
KRC Genk
- Belgischer Meister: 2018/19

Ghana U20
- U20 Afrika-Cup: 2015 Dritter Platz